# Schlacht von Cocherel
Die Schlacht von Cocherel fand am 16. Mai 1364 zwischen den Streitkräften Karls V. von Frankreich und Karls II. von Navarra infolge des Bretonischen Erbfolgekrieges, innerhalb des Hundertjährigen Krieges, auf der Ebene von Cocherel statt.

## Vorgeschichte
Das französische Heer wurde von Bertrand du Guesclin angeführt, obwohl Jean III. von Auxerre der ranghöhere Adlige vor Ort war. Das Heer bestand aus Rittern aus Burgund, der Bretagne, der Picardie, der Gascogne und Paris.
Die Streitkräfte von Navarra wurden von Jean III. de Grailly angeführt und bestanden hauptsächlich aus 800–900 Rittern und 4000–5000 Fußsoldaten aus der Normandie, der Gascogne und England, inklusive 300 englischen Langbogenschützen. Die Truppen aus der Gascogne und England bestanden hauptsächlich aus Routiers (Söldnern), welche in Westfrankreich und in der Bretagne operierten.

## Schlachtverlauf
Das Heer von Navarra wurde in drei Bataillone aufgestellt und nahm eine Defensivstellung auf einem Hügel ein, was eine englische Taktik war und somit den Franzosen die Initiative aufzwang. Du Guesclin griff mit dem französischen Heer die Verteidigungsformation an und täuschte darauf einen Rückzug vor. Das Heer von de Grailly verließ zur Verfolgung der scheinbar Flüchtenden die Stellung auf dem Hügel und wurde von einem Flankenangriff der bereitgehaltenen französischen Reserve aufgerieben, womit die Schlacht entschieden war.

## Folgen
Karl II. von Navarra wurde vernichtend geschlagen. Seine Gebiete in der Normandie wurden eingezogen, wonach er seine Ansprüche auf den französischen Thron fallen ließ. Der Berater Karls II., Pierre de Sacquenville, geriet in Gefangenschaft und wurde später in Rouen geköpft. Das Schlachtdenkmal steht auf dem Gemeindegebiet von Hardencourt-Cocherel.